# Pilosella basifurca
Pilosella basifurca là một loài thực vật có hoa trong họ Cúc. Loài này được (Peter) Soják miêu tả khoa học đầu tiên năm 1971.